# 大连东站
大连东站是中华人民共和国辽宁省大连市的一个货运火车站。现为三等站，隶属中国铁路沈阳局集团大连车务段，目前办理专用线、专用铁路货运作业，设有通往大连船舶重工集团、大连港和大连机务段的专用线；此外部分大连站始发旅客列车车底会外放至本站。

## 历史

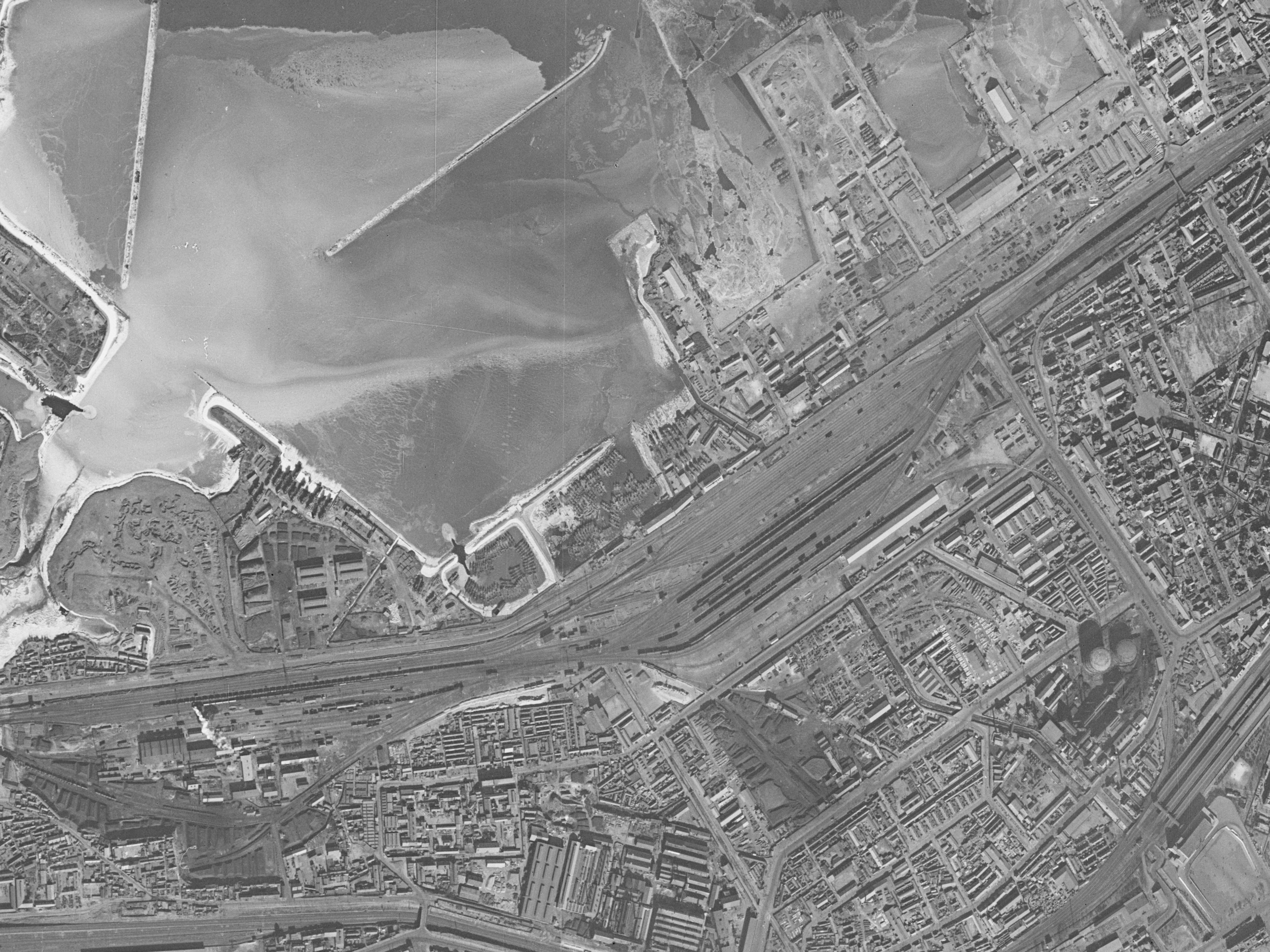
大连北编组站卫星图（1966年）

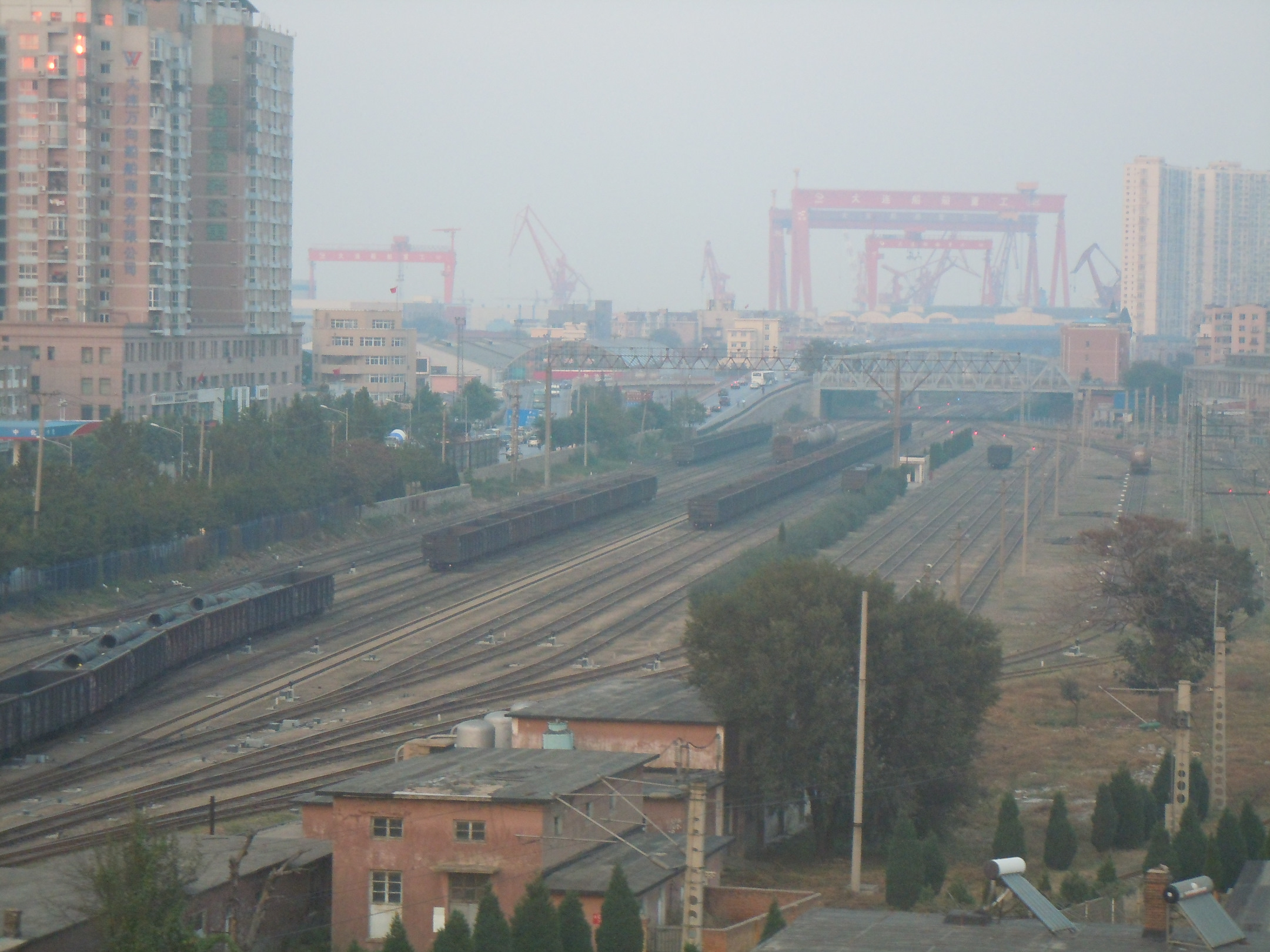
原编组场站场（2010年）

1928年满铁在今沿海街一带修建黑嘴子码头（又称入船码头），作为大连港扩建工程的一部分。1929年4月满铁修建从沙河口站至大连港的入船线，中间设入船站，1931年8月竣工，建有驼峰一座：为现中国境内第一个驼峰:29。同时竣工的还有入船站至大连站的联络线。1969年4月车站扩建站场，增建4条股道，1970年8月竣工。1981年又进行设备升级:105,106,128。
大连北站原为大连铁路枢纽主要的编组站/区段站，办理中转大连东（位于港通街）、大连西站（位于小岗子，现已撤销）、沙河口、及大连港专用铁路方向的车流。车站站场规模为双向二级五场，其中上行（进港）到达线5条、编发线15条；下行到达线5条、调车线12条、出发线5条。后由于大连铁路枢纽编组业务及大连港部分业务分别转移至南关岭站和金州大窑湾港区办理，本站站场逐步废弃，部分站场被改建为沈阳铁路局职工保障性住房“站北新居”。
车站原为沈阳铁路局的直属站，2005年和周水子车务段、瓦房店车务段、甘井子站、大石桥站、鲅鱼圈站（现鲅鱼圈北站）合并成立大连车务段。
原大连东货站为尽头站，位于中山区，大连站、大连北编组站和大连造船厂东侧。车站设有7条货物线和2条到发线，办理整车、零担、集装箱货物的到发业务。车站部分站场之后被改建为地产项目“港湾隽景”。
因哈大客运专线和丹大城际铁路而新建的客运车站被命名为大连北站，原大连北站于2011年7月20日更名为大连东站。